# Pangasius djambal
Pangasius djambal es una especie de peces de la familia Pangasiidae en el orden de los Siluriformes.

## Morfología
• Los machos pueden llegar alcanzar los 90 cm de longitud total y los 16 kg de peso.

## Alimentación
Come  larvas de insectos  bentónicos, gusanos, insectos,  plantas sumergidas y semillas.

## Distribución geográfica
Se encuentran en Asia: cuenca del río Mekong, Malasia y Indonesia.

## Costumbres
Realiza migraciones a lo largo del río Mekong.